# 漁師の指輪

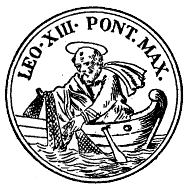
漁師の指輪の印影　レオ13世の物

漁師の指輪（りょうしのゆびわ、ラテン語:Anulus piscatoris、イタリア語：Anello piscatorio, Anello del pescatore）とは、バチカンのローマ教皇の指輪。また、印章としても利用され、ローマ教皇の象徴ともなっている。キリスト教カトリック教会の長であり、漁師であった初代教皇・聖ペテロの後継者である、という意味を示すものとなっている。

## 概要

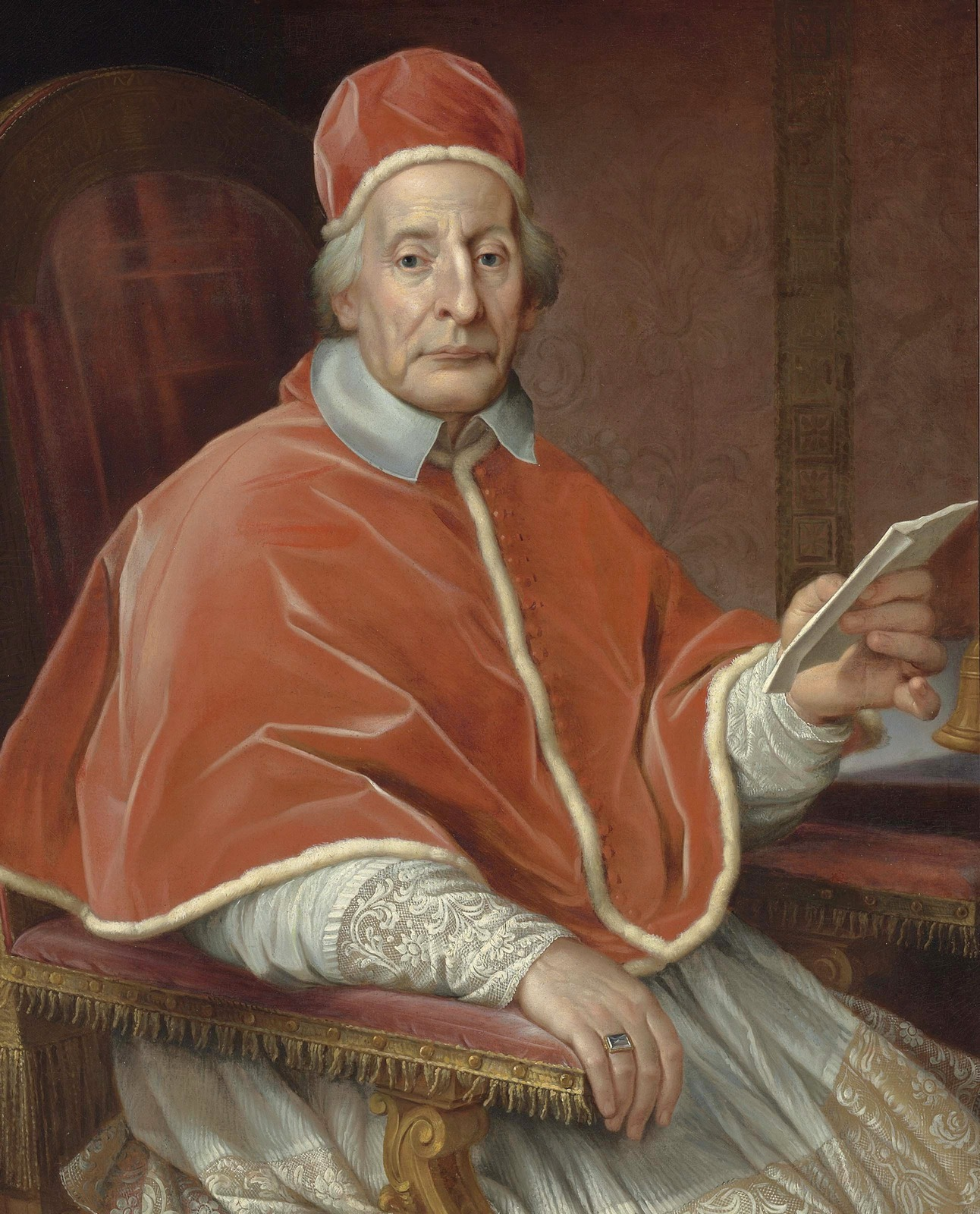
漁師の指輪を着用している教皇クレメンス12世

この指輪は、ローマ教皇が着用したレガリアの一つである。かつては、小舟からペトロ（聖ペテロ）が漁を行っている姿の浮き彫りが彫られており、使徒が「人の漁師」であったという伝統に由来する象徴であった。漁師の指輪は、教皇によって署名された公文書を封印するために1842年まで使用された。少なくとも中世以来、カトリック教徒が教皇に会い、リングにキスをして献身を示す伝統となっていた。
この指輪が描かれた現在発見されている中で最も初期の事例は、1265年に教皇クレメンス4世によって彼の甥ピエトロ・グロッシに書かれた手紙と言われている。その書簡は、全ての教皇の私的な通信を封印するために使用された漁師の指輪が使用されていた言及が含まれている。対照的に、公文書は、文書に添付された鉛に別の教皇の印章を押して封印された。
漁師の指輪の使用は、他の公文書を封印するために使用された印章に15世紀に役目を譲った。また、その習わしは1842年頃に終わり、更に他のスタンプに置き換えられた。しかし、漁師の指輪は今でも教皇の宗教的な権威を象徴し続けている。
ベネディクト16世の指輪は35グラムの純金でできており、8人の職人が一日15時間をかけて制作したものであった。デザインは船から漁をするペトロの姿を描いたものである。2013年に就任したフランシスコは、三種類のデザインからパウロ6世の個人秘書パスクアーレ・マッキ大司教がパウロ6世に贈った、ペトロが2つの鍵を持ったデザインを選び、銀製の指輪に金メッキしたものを作成した。2025年に就任したレオ14世はペトロが鍵と網を持った姿のデザインを用いている。

## 教皇交代時
指輪は教皇の死の際、文書の偽造を防ぐためにカメルレンゴの他の枢機卿の前でハンマーで破壊されることが1521年から行われている。これは、教皇座が空席の間に偽造された文書が「教皇発付」とされるのを防ぐために行われるものである。この漁師の指輪の破壊は、その指輪を身に着けた教皇の支配の終わりの象徴となっている。2013年の教皇ベネディクト16世の辞任以降、破壊は完全なものではなく、鑿を使って深い十字の傷をつけるという儀礼的なものとなった。
新教皇の指輪は、伝統として、新教皇のために新たに作成される。レリーフの周りには、教皇のラテン語の名前が書かれている。教皇の戴冠式や教皇の就任式の間、カメルレンゴは、新教皇の右手の薬指にリングを嵌める。

## ギャラリー

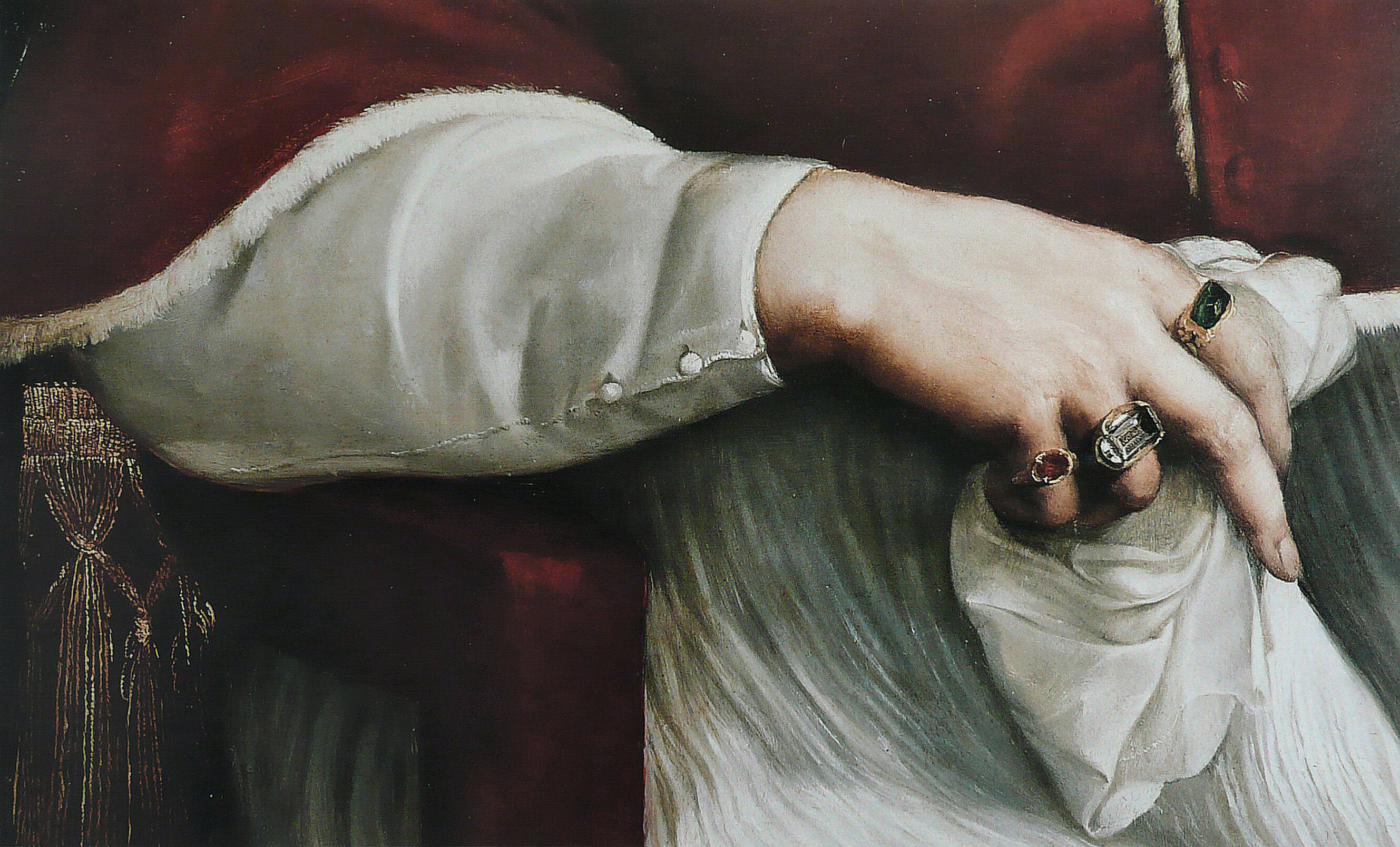
教皇ユリウス2世の肖像に描かれた指輪
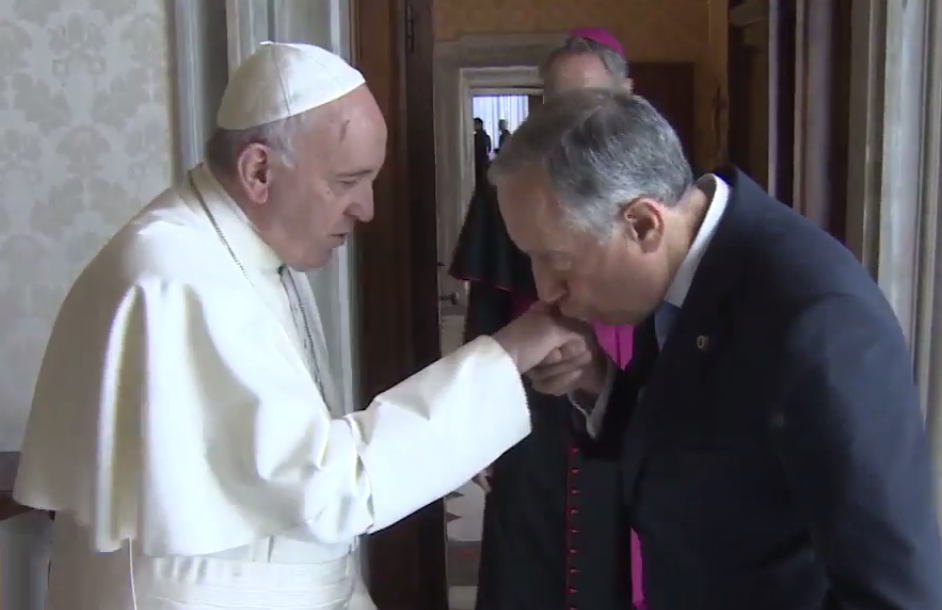
教皇フランシスコへの口づけ
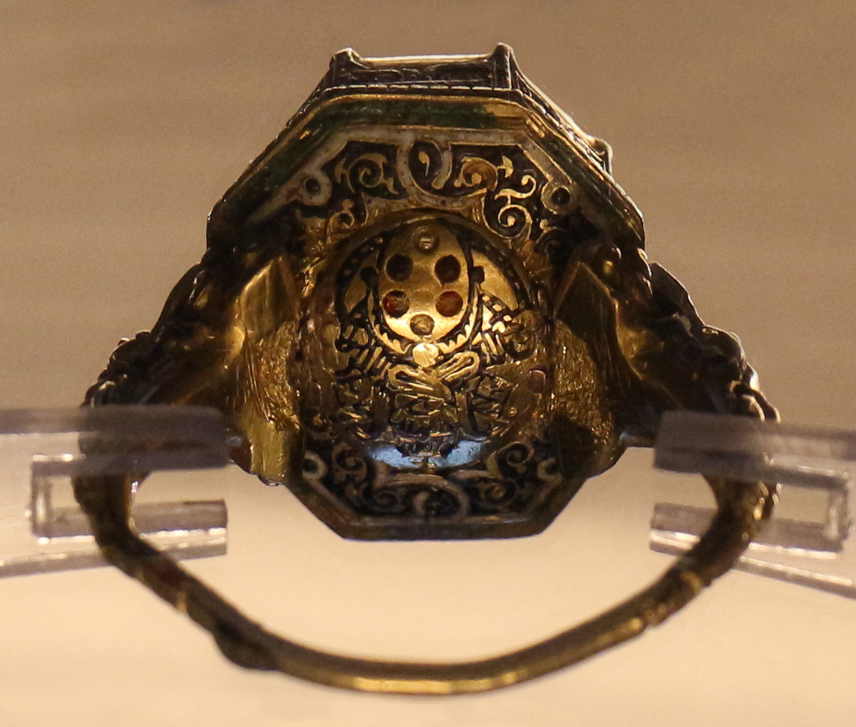
ピウス4世の指輪